# Hylocomium dentatum
Hylocomium dentatum là một loài Rêu trong họ Hylocomiaceae. Loài này được (Thér.) Steere mô tả khoa học đầu tiên năm 1985.